# 공산동
공산동(公山洞)은 대한민국 대구광역시 동구의 행정동이다. 불로봉무동 이북으로 분포하는 팔공산 인근 지역들을 관할하고 있으며, 주민센터는 지묘동 팔공보성아파트 근처에 있다. 북구 연경동, 군위군 부계면, 경상북도 칠곡군 동명면, 경산시 와촌면과 접하고 있으며, 부계면과는 직접 이어지지 않고 팔공산에서 직접 접하는 형태다. 자동차를 이용하여 부계면으로 가려면 덕곡동 - 동명면 시경계를 넘어간 후, 기성리에서 팔공산터널로 넘어가야 한다.
1987년에는 연경동이 북구로 넘어갔다.

## 역사
- 1895년 6월 23일(음력 윤5월 1일) 대구부 대구군 해북촌면, 해서촌면[1]
- 1896년 8월 4일 경상북도 대구군 해북촌면, 해서촌면[2]
- 1910년 10월 1일 경상북도 대구부 해북촌면, 해서촌면
- 1914년 4월 1일 경상북도 달성군 공산면[3]

| 조선총독부령 제111호      |                                                                |                      |
| 구 행정구역               | 구 행정구역                                                    | 신 행정구역 (달성군) |
| 대구부 해서촌면(解西村面) | 덕산동(德山洞), 상리동(上里洞)                                 | 공산면 덕산동        |
| 대구부 해서촌면(解西村面) | 송정동(松亭洞), 도성동(道成洞)                                 | 공산면 송정동        |
| 대구부 해서촌면(解西村面) | 대거동(大渠洞), 중리동(中里洞), 택리동(宅里洞)                 | 공산면 중대동        |
| 대구부 해서촌면(解西村面) | 신천동(新川洞), 용진동(龍津洞)                                 | 공산면 신용동        |
| 대구부 해서촌면(解西村面) | 지묘동(智妙洞), 지산동(芝山洞), 연경동(硏經洞)                 | 공산면 지묘동        |
| 대구부 해북촌면(解北村面) | 내동(內洞), 옥정동(玉井洞)                                     | 공산면 내동          |
| 대구부 해북촌면(解北村面) | 미대동(美垈洞), 구암동(九岩洞)                                 | 공산면 미대동        |
| 대구부 해북촌면(解北村面) | 국곡동(局谷洞), 신기동(新基洞), 무산동(武山洞)                 | 공산면 신무동        |
| 대구부 해북촌면(解北村面) | 백안동(百安洞)                                                 | 공산면 백안동        |
| 대구부 해북촌면(解北村面) | 용천동(龍泉洞), 수대동(水臺洞), 상충동(上忠洞)                 | 공산면 용수동        |
| 대구부 해북촌면(解北村面) | 미곡동(米谷洞), 임전동(荏田洞)                                 | 공산면 미곡동        |
| 대구부 해북촌면(解北村面) | 목과동(木果洞), 도장동(道藏洞), 내학동(內鶴洞), 외학동(外鶴洞) | 공산면 도학동        |
| 대구부 해북촌면(解北村面) | 진정동(眞亭洞), 인산동(仁山洞), 당동(唐洞)                     | 공산면 진인동        |
| 대구부 해북촌면(解北村面) | 능성동(能城洞), 양방동(良方洞)                                 | 공산면 능성동        |
| 대구부 해북촌면(解北村面) | 평리동(坪里洞), 북광동(北廣洞), 남광동(南廣洞)                 | 공산면 평광동        |
- 1958년 1월 1일 경상북도 대구시 공산출장소[4]
- 1963년 1월 1일 경상북도 달성군 공산면[5]
- 1979년 3월 1일 공산댐 건설로 현 청사로 신축 이전
- 1981년 7월 1일 대구직할시 동구 공산출장소[6]
- 1982년 9월 1일 공산출장소가 공산1동으로 분동
- 1983년 3월 15일 공산출장소를 공산2동으로 개편
- 1987년 1월 1일 연경동이 북구로 편입
- 1995년 1월 1일 대구광역시 동구 공산1동, 공산2동[7]
- 1998년 9월 1일 공산1동, 공산2동을 합동하여 공산동으로 개편

## 교육
- 대구지묘초등학교 (지묘동)
- 대구서촌초등학교 (중대동)
- 대구공산초등학교 (백안동)
- 공산중학교 (백안동)
- 달구벌고등학교 (덕곡동)
- 대구선명학교

## 주거

### 아파트
| 단지명           | 건설사   | 시행사   | 주소                         | 입주        | 비고 |
| ---------------- | -------- | -------- | ---------------------------- | ----------- | ---- |
| 왕산우방타운     | ㈜우방   | ㈜우방   | 동구 파계로6길 30 (지묘동)   | 1997년 11월 |      |
| 명산 화성빌라트  | 화성산업 | 화성산업 | 동구 파계로22길 33 (지묘동)  | 1995년 5월  |      |
| 태왕 그린힐즈    | ㈜태왕   | ㈜태왕   | 동구 파계로 46 (지묘동)      | 1997년 12월 |      |
| 팔공보성타운 1차 | ㈜보성   | ㈜보성   | 동구 파계로 71 (지묘동)      | 1994년 8월  |      |
| 팔공보성타운 2차 | ㈜보성   | ㈜보성   | 동구 팔공로101길 55 (지묘동) | 1995년 6월  |      |
| 팔공보성타운 3차 | ㈜보성   | ㈜보성   | 동구 파계로 71 (지묘동)      | 2001년 12월 |      |

## 문화재
- 대구 신무동 마애여래좌상 - 대구광역시 유형문화재 제18호

## 같이 보기
- 대한민국의 지리